# Llista de llocs al Comtat de Fermanagh
Aquesta és una llista d ciutats, viles i llogarets al comtat de Fermanagh, Irlanda del Nord. Les ciutats són llistades en negreta.

## A
- Aghadrumsee
- Aghakeeran
- Aghanaglack
- Agharahan
- Arney

## B
- Ballinamallard
- Ballycassidy
- Bellanaleck
- Belcoo
- Belleek
- Boho
- Blaney
- Brookeborough

## C
- Carn
- Carrybridge
- Clabby
- Clogherbog

## D
- Derrygonnelly
- Derrylin
- Derryvore
- Donagh
- Drumbegger
- Drumlaghy
- Drumskinny

## E
- Ederney
- Enniskillen

## F
- Florencecourt

## G
- Garrison
- Glenkeel

## H
- Holywell

## I
- Irvinestown

## K
- Kesh
- Killadeas
- Killydrum
- Kilnamadoo
- Kinawley
- Knocknahunshin
- Knocks

## L
- Lack
- Laragh
- Letterbreen
- Lisbellaw
- Lisnarick
- Lisnaskea

## M
- Macken
- Magheraveely
- Maguiresbridge
- Monea
- Moylehid

## N
- Newtownbutler

## R
- Reyfad
- Rosslea

## S
- Skea
- Springfield

## T
- Tamlaght
- Tattykeeran
- Teemore
- Tempo
- Trory
- Tullygerravra
- Tullyhommon

## W
- Wheathill